# Melissodes fimbriata
Melissodes fimbriata är en biart som beskrevs av Cresson 1878. Melissodes fimbriata ingår i släktet Melissodes och familjen långtungebin. Inga underarter finns listade i Catalogue of Life.